# Тишин, Владислав Семёнович
Владислав Семёнович Тишин (16 августа 1937, Горький, РСФСР — 12 июля 2012, Нижний Новгород, Российская Федерация) — советский и российский тренер по лыжным гонкам, заслуженный тренер РСФСР (1988).

## Биография
Окончил факультет физического воспитания Горьковского педагогического института. Работал тренером в ДСШ № 5 Приокского РОНО города Горького.
С 1966 по 1982 год был председателем Нижегородской областной федерации лыжного спорта. В 1968—1969 годах — тренер молодёжной сборной России по лыжным гонкам. В 1969 году назначен директором СДЮШОР № 5. В 1982 году назначен директором Горьковской школы-интерната спортивного профиля (с 1989 года — училище олимпийского резерва).
Подготовил ряд известных спортсменов, среди них чемпион Европы (1969) по лыжным гонкам в эстафете 3x10 км Владимир Куренков.
Жена — Наталья Борисовна Тишина (род. 1946), заслуженный тренер России по художественной гимнастике. Дочь — Татьяна Владиславовна Сергаева (род. 1969) — мастер спорта СССР, заслуженный тренер России, главный тренер сборной России по художественной гимнастике с 2025 года.
Скончался 12 июля 2012 года. Похоронен на 15-м участке Бугровского кладбища в Нижнем Новгороде.
Имя Владислава Тишина носит Нижегородское областное училище олимпийского резерва.

## Награды и звания
- Почётное звание «Заслуженный тренер РСФСР по лыжному спорту» (1988).
- Почётное звание «Заслуженный работник физической культуры РСФСР» (1988).
- Почётный знак «За заслуги в развитии физической культуры и спорта» (1997).
- Почётный знак «За заслуги в развитии олимпийского движения в России» (1997).